# Église Saint-Martin de Bourville
Pour les articles homonymes, voir Église Saint-Martin.
L'église Saint-Martin est une église catholique située à Bourville, en France.

## Localisation
L'église est située à Bourville, commune du département français de la Seine-Maritime.

## Historique
L'église est bâtie à partir du XIIe siècle.  
Le chœur est refait au XVIIe siècle, et la nef et le porche sont reconstruits au siècle suivant.
Le bras nord du transept est supprimé à la fin du XIXe siècle, la chapelle nord est datée du milieu des années 1880.
L'édifice est inscrit au titre des monuments historiques par arrêté du 6 juin 1933.

## Description
L'édifice est construite en grès et tuf ou en pierres diverses. La toiture est en ardoise.
L'église contient un maître-autel de style baroque flanqué de statues de saint Martin et saint Victor. En outre, deux reliquaires y sont conservés.